# César Balbiani
César Balbiani (o Balviani) fue un militar español que tras una destacada carrera en Chile actuó durante las Invasiones Inglesas al Virreinato del Río de la Plata.

## Biografía
César Balbiani nació en España y siguió la carrera de las armas. Por Real Orden del 2 de febrero de 1791 fue nombrado comandante de las tropas de Chiloé, Chile, partiendo a su destino en octubre de ese año. El 4 de agosto de 1793 solicitó su ascenso al grado de coronel. 

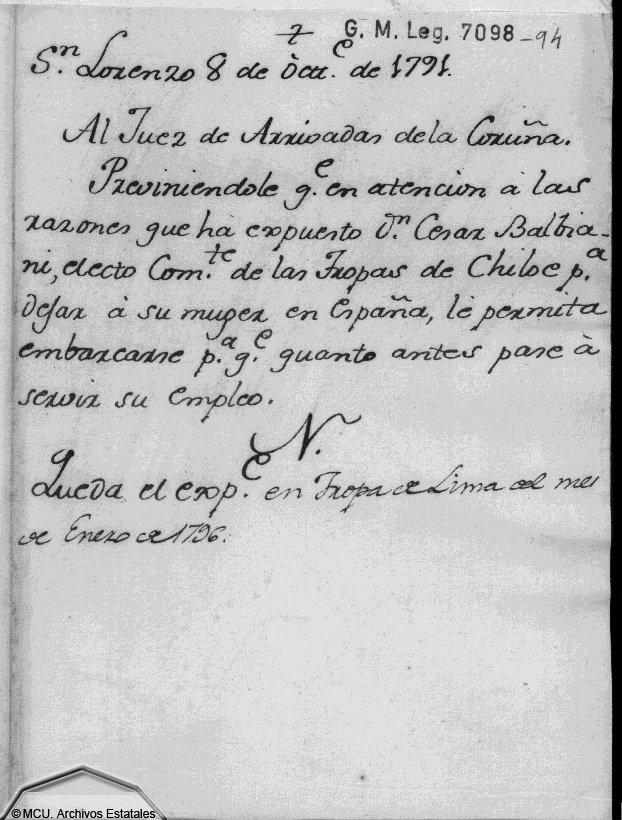
César Balviani. Licencia para ir a América.

El 27 de agosto de 1796 el nuevo virrey Ambrosio O'Higgins, antes gobernador de Chile, designó al entonces teniente coronel César Balbiani, quien se encontraba en Lima, capital del Virreinato del Perú, para reemplazar al capitán-ingeniero Manuel Olaguer Feliú como Superintendente, Comandante Militar y Juez de la ciudad de Osorno cuya repoblación había sido resuelta el 13 de enero de ese mismo año.
El decreto se fundaba por un lado en las dificultades que encontraba Olaguer para atender el gobierno de Osorno y simultáneamente las obras en Valdivia, de las cuales estaba encargado, y por otro a que Balbiani "por el conocimiento anticipado con que se halla de la Provincia de Chiloé, confianza y amor que obtiene de sus habitantes, logrará confirmar en el propósito de avecindarse en Osorno a los que anteriormente pasaron desde las islas a la Nueva Colonia con el indicado designio, y que animándose otros por su medio a imitarles, se aumentará así el número de Pobladores".
Balbiani asumió el 5 de diciembre de 1796. Durante su breve mandato dispuso la construcción de un puente sobre el río de las Damas para facilitar las comunicaciones con el norte, ordenó la construcción de una capilla provisional y una escuela de primeras letras, y enfrentó "una epidemia de fiebres malignas, que en algunos ha causado estragos". Sea por el clima o las fiebres, Balbiani vio muy afectada su salud por lo que solicitó su reemplazo al Virrey y el 18 de noviembre de 1797 dejó su cargo siendo reemplazado por Juan Mackenna. 

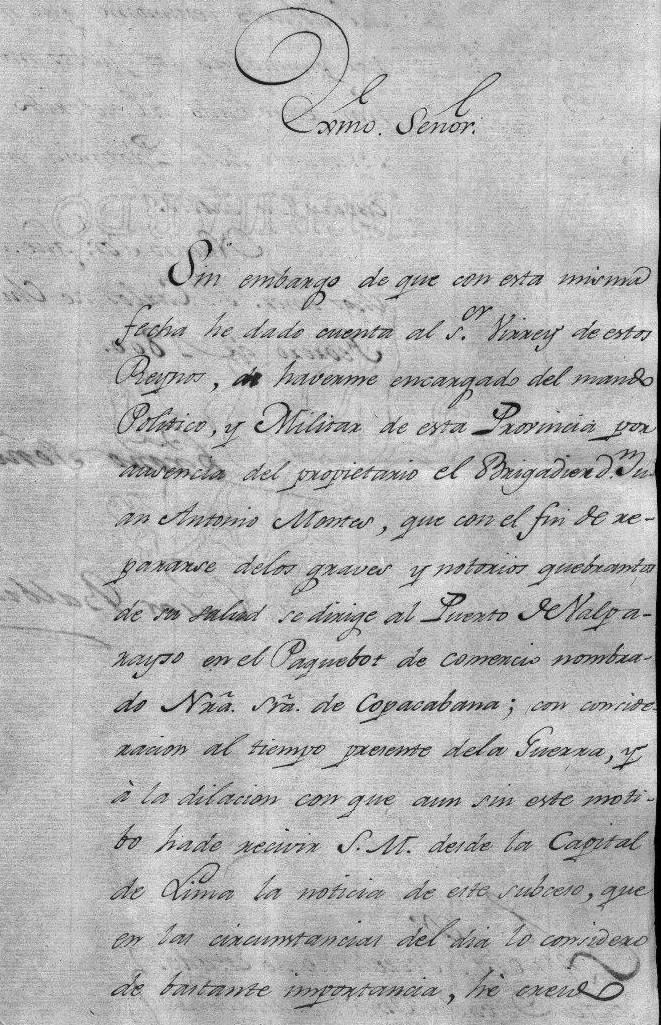
Balbiani comunica haberse hecho cargo del gobierno de Chiloé.

En 1799 Balbiani revistaba nuevamente como comandante de tropas veteranas y de milicias de Chiloé. El 28 de febrero de 1800 por enfermedad de su titular el brigadier Juan Antonio Montes, se hizo cargo del gobierno político y militar de la provincia de Chiloé. Vuelto a su puesto y con su salud también resentida solicitó su agregación al Regimiento Real de Lima, lo que le fue finalmente concedido.
Tras pasar por España con el grado de coronel arribó al Río de la Plata en 1806 para dirigirse al Perú. Ante la noticia del ataque inglés a Buenos Aires suspendió su viaje e inició el regreso a la capital. El día 11 de agosto se encontraba estancado en San Antonio de Areco por falta de caballada, por lo que llegó cuando ya había sido derrotada la primera de las Invasiones Inglesas y reconquistada Buenos Aires.
Si bien el objetivo de su viaje era el Perú, en razón de los preparativos que efectuaba la población de la capital del Virreinato para rechazar una inminente invasión, resolvió permanecer en Buenos Aires como comandante del Regimiento de Infantería de Buenos Aires.
Santiago de Liniers lo puso al frente de la primera división del ejército y lo designó Cuartelmaestre general, convirtiéndose en una de sus principales ayudas para la organización y entrenamiento de las milicias, para lo que redactó un manual de instrucción militar.
En enero de 1807 mientras Liniers acudía a la Banda Oriental Balbiani lo reemplazó brevemente como jefe del ejército, desempeñándose como su edecán Manuel Belgrano.
Durante la defensa de Buenos Aires el 2 de julio de 1807 actuó como comandante de la división derecha (bandera roja) de las  fuerzas con que Liniers acudió a defender el paso del Riachuelo. Frustrada la medida por el movimiento de flanco británico y dispuesta la reconcentración del ejército, Balbiani fue el último en hacerlo.
En la capitulación, acompañó a Liniers al recibir la espada del general John Whitelocke. De acuerdo a los términos pactados, junto al teniente coronel Francisco Quesada permaneció como rehén de los británicos hasta ser cumplimentada la devolución de los prisioneros ingleses, partiendo a Inglaterra con escala en Montevideo a bordo de la fragata Medusa. En marzo de 1808 solicitó y obtuvo del gobierno francés autorización para pasar por su territorio en el viaje de regreso de Londres a Madrid.